# منى أبو حمزة
منى أبو حمزة (2 أكتوبر  1972 -)، إعلامية لبنانية.

## حياتها
وُلدت منى أبو حمزة في 2 أكتوبر 1972 ميلاديًا. تذكر المصادر أنَّ عائلتها من مشايخ الطائفة الدرزية، حيث يُشير المصدر أنَّ «منى أبو حمزة هي في الحقيقة الشيخة منى، لكنها لا تقبل بمناداتها بلقب الشيخ، رغم أن جد منى أبو حمزة كان زعيمًا واسمهُ عارف بيك علوان، وجدها كان نائبًا من أصل 12 نائبًا في زمن الحكم التركي»، ثُم يكمل بأنها «ترفض اللقب الذي أزاله جدها عارف بيك علوان عن بطاقته الشخصية لأنه يساري». مُنى حاصلةٌ على شهادة في العلوم السياسية من الجامعة الأمريكية في بيروت.
يُشار أنها متزوجةٌ من رجل الأعمال المهندس بهيج أبو حمزة
ولديها ثلاثة أولاد: أيمن، ياسمين، إياد.

## مشوارها المهني
بدأت في تقديم البرامج من خلال برنامج «حديث البلد» على شاشة إم تي في اللبنانية عند إعادة إفتتاحها عام 2009 كتبت ديوان شعر عنوانه «بلا حقائب» وقد نشرته في العام 2009. قدمت برنامج  منى والنجوم على قناة الحياة المصرية في آذار عام 2015. في شهر أبريل عام 2015 شاركت في في لجنة تحكيم برنامج مذيع العرب مع ليلى علوي وطوني خليفة على شاشتي إم تي في اللبنانية وتلفزيون أبو ظبي.
بعدها في شهر نوفمبر 2015 شاركت في لجنة تحكيم برنامج ديو المشاهير في موسمه الرابع والأول على شاشة إم تي في اللبنانية بمشاركة أسامة الرحباني وطارق أبو جودة على شاشتي إم تي في اللبنانية وإم بي سي فور. والموسم الثاني من برنامج ديو المشاهير عام 2018
فينوفمبر 2017 قدمت النسخة العربية عن البرنامج العالمي «حكايتي مع الزمان» من إنتاج «تالبا ميدل إيست» على تلفزيون دبي بحيث تستضيف في كل حلقة ثنائياً فنياً قد يكون هذا الثنائي زوجين أخوة أو صديقين أو تربطهما علاقة الأبوة أو الأمومة

### تجربتها التمثيلية
شاركت في مسلسل للموت 2 كضيفة شرف بشخصية «رندة»

## الجوائز والإنجازات
- لبنان: في العام 2009، مُنحت منى أبو حمزة جائزة الموريكس دور.[6]
- لبنان: نجائزة ميلودي عن فئة أفضل برنامج لبناني 2011.[6]
- الإمارات العربية المتحدة: في العام 2011 أيضاً، اختيرت من قبل مجلة «زهرة الخليج» كأفضل مقدمة برامج لبنانية.
- لبنان: في العام 2012 نالت لقب «المرأة الأكثر نفوذا» في العالم العربي من خلال إحصاء أجرته مجلة الـ«آرابيان بيزنس»[16]